# Галинівська сільська рада
Гали́нівська сільська́ ра́да — колишня адміністративно-територіальна одиниця та орган місцевого самоврядування в Володимир-Волинському районі Волинської області. Адміністративний центр — село Галинівка.
Припинила існування 14 листопада 2017 року через об'єднання в Оваднівську сільську територіальну громаду Волинської області. Натомість утворено Галинівський старостинський округ при Оваднівській сільській громаді.

## Загальні відомості
Галинівська сільська рада утворена в 1940 році.
- Територія ради: 3,376 км²
- Населення ради: 863 особи (станом на 2001 рік)

## Населені пункти
Сільській раді підпорядковувались населені пункти:
- с. Галинівка
- с. Воля-Свійчівська
- с. Гевин
- с. Свійчів

Кількість населення становить 863 особи. Кількість дворів (квартир) 296, з них 7 нових (після 1991 р.).
В Галинівській сільській раді працює 2 школи: початкова і середня, 2 клуби, бібліотека, 2 медичних заклади, відділення зв'язку, АТС на 95 номерів, 3 торговельних заклади.
На території сільської ради доступні такі телеканали: УТ-1, УТ-2, 1+1, Інтер, СТБ, обласне телебачення.

## Населення
За переписом населення України 2001 року в сільській раді мешкало 856 осіб.

### Мова
Розподіл населення за рідною мовою за даними перепису 2001 року:
| Мова       | Відсоток |
| ---------- | -------- |
| українська | 99,19 %  |
| російська  | 0,81 %   |

## Адреса сільської ради
44723, Волинська обл., Володимир-Волинський р-н, с. Галинівка, вул. Центральна, 11

## Склад ради
Рада складається з 12 депутатів та голови.
- Голова ради: Юрик Іван Михайлович

### Керівний склад попередніх скликань
| Прізвище, ім'я, по батькові | Основні відомості                                                             | Дата обрання | Дата звільнення |
| --------------------------- | ----------------------------------------------------------------------------- | ------------ | --------------- |
| Юрик Іван Михайлович        | Сільський голова, 1959 року народження                                        | 26.03.2006   | 31.10.2010      |
| Юрик Іван Михайлович        | Сільський голова, 1959 року народження, освіта вища, безпартійний             | 31.10.2010   | 25.10.2015      |
| Юрик Іван Михайлович        | Сільський голова, 1959 року народження, освіта загальна середня, безпартійний | 25.10.2015   |                 |

Примітка: таблиця складена за даними сайту Верховної Ради України та ЦВК

### Депутати VII скликання
За результатами місцевих виборів 2015 року депутатами ради стали:

#### За суб'єктами висування
| Суб'єкт висування | Кількість обраних депутатів | %      |
| ----------------- | --------------------------- | ------ |
| Самовисування     | 12                          | 100.00 |

#### За округами
| № округу | Прізвище, ім'я, по батькові  | Ким висунуто  | Дата нар.  | Освіта             | Партійна приналежність | Відомості                                                      |
| -------- | ---------------------------- | ------------- | ---------- | ------------------ | ---------------------- | -------------------------------------------------------------- |
| 1        | Луцюк Віктор Васильович      | Самовисування | 09.02.1965 | вища               | безпартійний           | Початкова ЗОШ с. Красностав, директор                          |
| 2        | Цвид Олена Володимирівна     | Самовисування | 03.11.1979 | вища               | безпартійна            | Галинівська сісльська рада, землевпорядник                     |
| 3        | Карпович Світлана Олексіївна | Самовисування | 21.02.1971 | загальна середня   | безпартійна            | Магазин с. Галинівка, продавець                                |
| 4        | Лавринюк Марія Антонівна     | Самовисування | 19.04.1967 | вища               | безпартійна            | Ветлікарня м. Володимир-Волинський, технік штучного осіменіння |
| 5        | Саргсян Грайр Мишаєвич       | Самовисування | 12.03.1960 | вища               | безпартійний           | Фермерське господарство «Лілія», голова                        |
| 6        | Лєщук Галина Миколаївна      | Самовисування | 22.10.1971 | середня спеціальна | безпартійна            | Красноставська сільська рада, соціальний працівник             |
| 7        | Дубинчук Віталій Миколайович | Самовисування | 13.06.1986 | вища               | безпартійний           | Будинок культури с. Свійчів, завідувач                         |
| 8        | Гуль Тетяна Анатоліївна      | Самовисування | 03.03.1968 | загальна середня   | безпартійна            | безробітна                                                     |
| 9        | Цибуля Віктор Васильович     | Самовисування | 03.12.1964 | вища               | безпартійний           | безробітний                                                    |
| 10       | Мацоха Алла Володимирівна    | Самовисування | 30.07.1967 | загальна середня   | безпартійна            | ПП Янковий, збирач молока                                      |
| 11       | Челядин Віктор Миколайович   | Самовисування | 06.03.1968 | вища               | безпартійний           | Галинівська ЗОШ І-ІІІ ст., вчитель                             |
| 12       | Ващук Ніна Василівна         | Самовисування | 06.10.1961 | вища               | безпартійна            | Галинівська сільська рада, секретар                            |